# Sumă Blaschke
În geometria convexă și geometria politopurilor convexe, suma Blaschke a două politopuri este un politop care are câte o fațetă paralelă cu fiecare fațetă a celor două politopuri date, cu aceeași măsură. Atunci când ambele politopuri au fațete paralele, măsura fațetei corespondente din suma Blaschke este suma măsurilor fațetelor a celor două politopuri.
Sumele Blaschke există și sunt unice până la o translație, după cum poate fi demonstrat folosind teoria problemei lui Minkowski pentru politopuri. Ele pot fi folosite pentru a descompune politopuri arbitrare în simplexuri, iar politopuri cu simetrie față de centru în poliedre paralelotop.
Deși sumele Blaschke de politopuri sunt folosite în mod implicit în lucrările lui Hermann Minkowski, ele sunt denumite după matematicianul Wilhelm Blaschke, care a definit operația analoagă pentru mulțimi convexe netede. Operația suma Blaschke poate fi extinsă pentru corpuri convexe arbitrare, generalizând atât cazul politopurilor cât și pe cel al mulțimilor convexe netede, folosind măsuri pe imaginea aplicației Gauss.

## Definiție
Pentru orice politop d-dimensional se poate specifica colecția de direcții și măsuri ale fațetelor printr-o mulțime de vectori d-dimensionali nenuli, câte unul pe fațetă, orientați perpendicular pe exteriorul fațetei, cu lungimea egală cu măsura (d−1)-dimensională a fațetei. Așa cum a demonstrat Hermann Minkowski, o mulțime finită de vectori nenuli definește astfel un politop dacă și numai dacă generează tot spațiul d-dimensional, nu există doi vectori coliniari cu același semn, iar suma mulțimii este vectorul nul. Politopul descris de această mulțime are o formă unică, în sensul că oricare două politopuri descrise de aceleași mulțime de vectori sunt unul o translație a celuilalt.
Suma Blaschke {\displaystyle X\#Y} a două politopuri X și Y este definită prin combinarea vectorilor care descriu orientarea și măsura fațetelor într-un mod evident: se formează reuniunea a celor două seturi de vectori, exceptând cazurile în care ambele seturi conțin vectori care sunt paraleli și au același semn, caz în care se înlocuiește fiecare astfel de pereche cu suma sa. Această operație respectă condițiile necesare din teorema lui Minkowski pentru existența unui politop definit de setul rezultat de vectori, iar politopul este suma Blaschke. Cele două politopuri nu trebuie să aibă ambele aceeași dimensiune atât timp cât sunt definite într-un spațiu comun cu o dimensiune suficient de mare ca să le conțină pe amândouă: politopurile de dimensiuni inferioare într-un spațiu de dimensiune superioară sunt definite la fel, de seturi de vectori care generează un subspațiu de dimensiune inferioară al spațiului de dimensiune superioare, iar aceste seturi de vectori pot fi combinate fără să conteze dimensiunile spațiilor pe care le generează.

## Descompunerea
Sumele Blaschke pot fi folosite pentru a descompune politopuri în politopuri mai simple. În particular, orice politop convex d-dimensional cu n fațete poate fi reprezentat ca o sumă Blaschke a cel mult n-d simplexuri (nu neapărat de aceeași dimensiune). Orice politop convex d-dimensional cu simetrie centrală poate fi reprezentat ca o sumă Blaschke de paralelotopuri. Iar orice politop convex d-dimensional poate fi reprezentat ca o sumă Blaschke de politopuri convexe d-dimensionale, fiecare având cel mult 2d fațete.

## Generalizări
Suma Blaschke poate fi extinsă de la politopuri la mulțimi convexe mărginite arbitrare, reprezentând dimensiunea suprafeței în fiecare direcție folosind o măsură pe aplicația Gauss a mulțimii în loc să se folosească un set finit de vectori și adunând mulțimi prin adunarea măsurilor lor.

## Inegalitatea Kneser–Süss
Volumul {\displaystyle V(X\#Y)} sumei Blaschke a două politopuri d-dimensionale sau a corpurilor convexe X și Y satisface o inegalitate cunoscută sub numele de inegalitatea Kneser-Süss, care este analoagă teoremei Brunn–Minkowski pentru volumele sumelor Minkwoski de corpuri convexe:
{\displaystyle V(X\#Y)^{(d-1)/d}\geq V(X)^{(d-1)/d}+V(Y)^{(d-1)/d}.}